# J. Kenneth Robinson

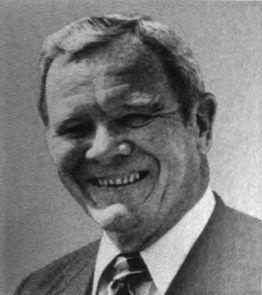
J. Kenneth Robinson (1983)

James Kenneth Robinson (* 14. Mai 1916 in Winchester, Virginia; † 8. April 1990 ebenda) war ein US-amerikanischer Politiker. Zwischen 1971 und 1985 vertrat er den Bundesstaat Virginia im US-Repräsentantenhaus.

## Werdegang
Kenneth Robinson besuchte die öffentlichen Schulen seiner Heimat und danach das Virginia Polytechnic Institute in Blacksburg. Während des Zweiten Weltkrieges war er zwischen 1941 und 1945 Offizier bei der Infanterie der US Army. Bei seinem Ausscheiden aus dem Militärdienst hatte er es bis zum Major gebracht. Nach dem Krieg schlug er als Mitglied der Republikanischen Partei eine politische Laufbahn ein. Zwischen 1966 und 1971 gehörte Robinson dem Senat von Virginia an. Hauptberuflich war er Obstanbauer. Außerdem befasste er sich mit Obstverpackungen. Überdies war er auch noch in der Immobilienbranche tätig.
Bei den Kongresswahlen des Jahres 1970 wurde Robinson im siebten Wahlbezirk von Virginia in das US-Repräsentantenhaus in Washington, D.C. gewählt, wo er am 3. Januar 1971 die Nachfolge von John Otho Marsh antrat. Nach sechs Wiederwahlen konnte er bis zum 3. Januar 1985 sieben Legislaturperioden im Kongress absolvieren. In dieser Zeit endete unter anderem der Vietnamkrieg. Im Jahr 1974 überschattete die Watergate-Affäre das politische Leben in den Vereinigten Staaten.
Im Jahr 1984 verzichtete Kenneth Robinson auf eine weitere Kandidatur. Nach dem Ende seiner Zeit im US-Repräsentantenhaus zog er sich aus der Politik zurück. Er starb am 8. April 1990 in seiner Heimatstadt Winchester.